# آرثر سركسيان
آرثر سركسيان (بالأرمنية: Հաց բերողը)‏ هو نحات أرمني، ولد في 9 أغسطس 1968 في أرمينيا، وتوفي في 16 مارس 2017 في يريفان في أرمينيا.